# 小行星25517
小行星25517（25517 Davidlau）是一颗绕太阳运转的小行星，为主小行星带小行星。该小行星于1999年12月发现。

## 轨道参数
小行星25517的轨道半长轴为340 698 486 km，2.2773963 UA，离心率为0.130。